# Fotosenzitivita
Fotosenzitivita (z řec. fós, fótos - světlo; lat. sensitivus - citlivý) znamená většinou dočasně zvýšenou citlivost kůže na sluneční záření. Kůže může reagovat alergicky, začít rudnout, někdy se vytvoří puchýře. Fotosenzitivitu mohou způsobit některé chemické látky zvenčí (např. dehet, rostlinné šťávy) nebo léky zevnitř (např. sulfonamidy, Fenanthren). Fotosenzitivita může provázet některé choroby, např. porfyrii nebo fotodermatózy. Při akutních stavech se nazývá fototoxicita.
Fototoxicita je běžná kožní reakce, může vzniknout při delším vystavení látkám způsobujícím fotosenzitivitu. Fototoxicita vzniká pouze při dlouhém vystavení slunečnímu záření a pokud obsahuje tělo dostatek reagující látky.